# Scaphytopius serrellus
Scaphytopius serrellus är en insektsart som beskrevs av Delong 1944. Scaphytopius serrellus ingår i släktet Scaphytopius och familjen dvärgstritar. Inga underarter finns listade i Catalogue of Life.